# Union nationale espagnole
Pour les articles homonymes, voir Union nationale.
L'Union nationale espagnole (en espagnol : Unión Nacional Española), en abrégé UNE, est une organisation politique de la résistance antifranquiste créée à Montauban, en France, en 1942, durant la Seconde Guerre mondiale.

## Histoire

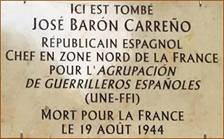
Plaque commémorative à Paris en mémoire de José Barón Carreño, membre de l'UNE.

Après la fin de la guerre d'Espagne et l'épisode de la Retirada en 1939, de nombreux républicains espagnols rejoignent la Résistance en France. 
Durant l'été 1942, la direction du Parti communiste d'Espagne en France emmenée par Jesús Monzón créé l'Union nationale espagnole, organisation similaire à l'Union démocratique espagnole du Mexique, qui regroupe les forces antifranquistes de l'exil. 
L'organisation se constitue dans la clandestinité dans la France vichyste dans une ferme, près de Montauban, dans le Tarn-et-Garonne, où est mort le dernier président de la République espagnole, Manuel Azaña.  
Son objectif est de réunir les groupes engagés dans la lutte contre les franquistes et contre les nazis dans la France occupée.  
L'organisation est dissoute en juin 1945.  

## Membres célèbres
- José Barón Carreño
- Manuel Bergés i Arderiu
- Antonio Soriano